# Лонда
Ло̀нда (на италиански: Londa) е село и община в централна Италия, провинция Флоренция, регион Тоскана. Разположено е на 226 m надморска височина. Населението на общината е 1874 души (към 2010 г.).